# تاكويا اونيشي
تاكويا اونيشي (باليابانية: 大西卓哉) (و. 1975 – م) هو رائد فضاء من اليابان . ولد في نيريما، طوكيو .

## ريادة الفضاء
شارك في المهمات الفضائية:
- البعثة 48
- Expedition 49
- Soyuz MS-01.

## التعليم
تعلم في جامعة طوكيو